# Damjanich János
Damjanich János (Jovan Damjanić, Staza (ma Horvátország) 1804. december 8. – Arad, 1849. október 6.) honvéd vezérőrnagy, az aradi vértanúk egyike. Az 1848–49-es forradalom és szabadságharc egyik legkiválóbb magyar tábornoka lett a 
Császári-Királyi Hadsereg (Kaiserlich-Königliche Armee) e szerb származású katonája; vezetett zászlóaljat, és hadsereget is. A szabadságharc számos szép győzelme köthető a nevéhez, gyakran reménytelen helyzetből is tudott fordítani, és ezt alig árnyékolja be, hogy időnként megbetegedett, a nyári hadjárat előtt balesetet szenvedett (eltörte a lábát), és szakértelme ilyenkor kritikusan hiányzott a tisztikarból.
Kötél általi halálra ítélték, majd az aradi várban 1849. október 6-án kivégezték.
Utolsó előttiként került rá sor a kötél általi halálra szánt kilenc vértanú közt, legendássá vált végső szavai: „Azt gondoltam, én leszek az utolsó, mert a csatában mindig az első voltam. Szegény Emíliám! Éljen a haza!” (Feleségével, Csernovics Emíliával, az aradi főbíró lányával 1847-ben házasodott össze.)
Soha nem szenvedett vereséget a harcmezőn, minden ütközetet és csatát megnyert.

## Katonai pályája 1848-ig
Szerb nemzetiségű, vagyontalan családból származott, apja katonatiszt volt az osztrák Császári-Királyi Hadseregben.
Ő is katonai pályára állt, a temesvári katonaiskolában végzett. 1820-tól hadapród, 1848 áprilisától már főszázados lett a 61. gyalogezredben Temesváron, itt azonban összeveszett felettesével, Haynau altábornaggyal, aki a magyarokat és Kossuthot szidalmazta. Damjanichot ezért Itáliába vezényelték egy gránátos század parancsnokaként. Hamarosan azonban visszakérette magát Magyarországra, és június 20-ától már őrnagyi rendfokozatban vett részt a híres fehértollas szegedi 3. honvédzászlóalj felállításában és kiképzésében.
Kiváló parancsnok volt, katonái rajongva szerették, zászlóalja – a „fehértollasok” – a szabadságharc egyik leghősiesebb egysége lett. 

A Haynauval történt szópárbaj így hangzott:
 „Tábornok úr! én magyar ember vagyok, s nem tűrhetem, hogy jelenlétemben gyalázza a nemzetemet és annak legjobb fiait!” Haynau gúnyos kérdése: „Nos, hát ön mióta lett magyar?” „Azóta, tábornok úr, amióta föl tudom fogni, hogy aki Magyarországon született, az magyar állampolgár, s köteles Magyarországot hazájának tekinteni, s annak, bármily állásban legyen is, törvényes jogait védelmezni.”

## A bánsági harcokban (1848. október–1849. január)
Kiemelkedő tulajdonságainak köszönhetően Damjanich gyorsan haladt a katonai ranglétrán.
Honvédzászlóaljával a tűzkeresztségen a július 14-i Szenttamás körüli harcokban esett át. A város augusztus 19-i ostromakor vezető szerepet játszott a támadásban. Az október 13-ai szerb ellentámadás három fő célpontja (Óbecse, Törökbecse, Nagykikinda) közül a törökbecsei védőket segítette ki egy 400 fős segélyerővel, mire azok fejvesztve menekültek. A szerb támadás október 14-éig tartott, ezen a napon Damjanichot alezredessé és dandárparancsnokká léptették elő.
A Bánságban a magyarok helyzete az október 12–14-i szerb támadás után nagyjából kedvezően alakult. A magyar csapatok számbeli és minőségbeli fölényét csak részben ellensúlyozta Arad és Temesvár erődjének császári oldalra állása. A magyarok a várak ostromához nem rendelkeztek a megfelelő eszközökkel, ezért elkezdték felszámolni a megerődített szerb táborokat. Az első ilyen akciót Damjanich vezette, november 9-én, amikor a Versec–Fehértemplom közti utat lezáró Lagersdorf/Temesőr melletti tábort támadta meg. Csapatait két oszlopban indította meg, amelyek szuronyrohammal bevették a tábort, míg a felmentő szerb csapatot Rózsa Sándor lovasai kergették el; még novemberben ezredessé, hadosztályparancsnokká léptették elő.
A következő összehangolt támadás december 10-én indult meg a szerbek ellen. Damjanich feladata az volt, hogy Versecről a szomszédos Bánáti Károlyfalvára vonuljon, és az ottani tábor elfoglalása után Alibunárra érve egyesül egy másik oszloppal. A haditerv szerint eztán Damjanich Iláncsán és Jarkovácon át Tomasevác ellen fordul, és a Temes túlpartján álló csapatokkal közösen indít támadást a tábor ellen. Damjanich ezúttal is kiválóan teljesítette feladatát: bevette Károlyfalvát és Alibunárt, majd csapatait Jarkovácon szállásoltatta be, mert biztos akart lenni abban, hogy a túlparti erők is megérkeznek Tomasevác elé. Éjszaka azonban a szerbek összegyűjtötték erőiket. Parancsnokuk, Stevan Šupljikac császári tábornok felismerte, hogy a magyarok célja a tomaseváci tábor két irányból történő megtámadása, ezért úgy döntött, hogy a Damjanich-féle hadoszlopot megsemmisíti. A jarkováci lakosság főleg borral látta el igen bőkezűen a honvédeket, mire Damjanich -visszatérve egy megbeszélésről, amit Kiss Ernővel folytatott a másnapi támadásról- megparancsolta, hogy a csapatok ne a házakban, hanem a szabadban, századosuk előtt táborozzanak le. Éjszakára megérkezett Šupljikac serege, amely kb. 10 000 főből és 20 lövegből állt. Damjanichnak ezzel szemben 23 gyalogszázada (alig 4 zászlóalj, kb. 4000 fő), 4 lovasszázada és legfeljebb 14-16 lövege volt. A támadás késő éjjel történt, 3 és fél 4 között. A szerb lakosság is fegyvert ragadott, és a házakból a honvédekre lőttek. A magyarok oldalán viszont három kiváló parancsnok: Damjanich, Leiningen-Westerburg Károly százados és Kiss Pál őrnagy harcolt, akik egy házban szálltak meg, majd a harc kezdetén csapataikhoz siettek. Az éjszakai öldöklő küzdelemben a magyarok kerekedtek felül, és reggelre a szerbek 350, a lakosság 150 főt veszítettek halottakban, a magyar veszteség 150 fő volt, ezek közül 30 halott. Kiss altábornagy elfoglalta a kiürített tomaseváci sáncokat, ezzel a támadás véget ért. Damjanichot december 20-án vezérőrnaggyá léptetik elő.

## A III. hadtest élén (1849. január 9. - 1849. április 28.)

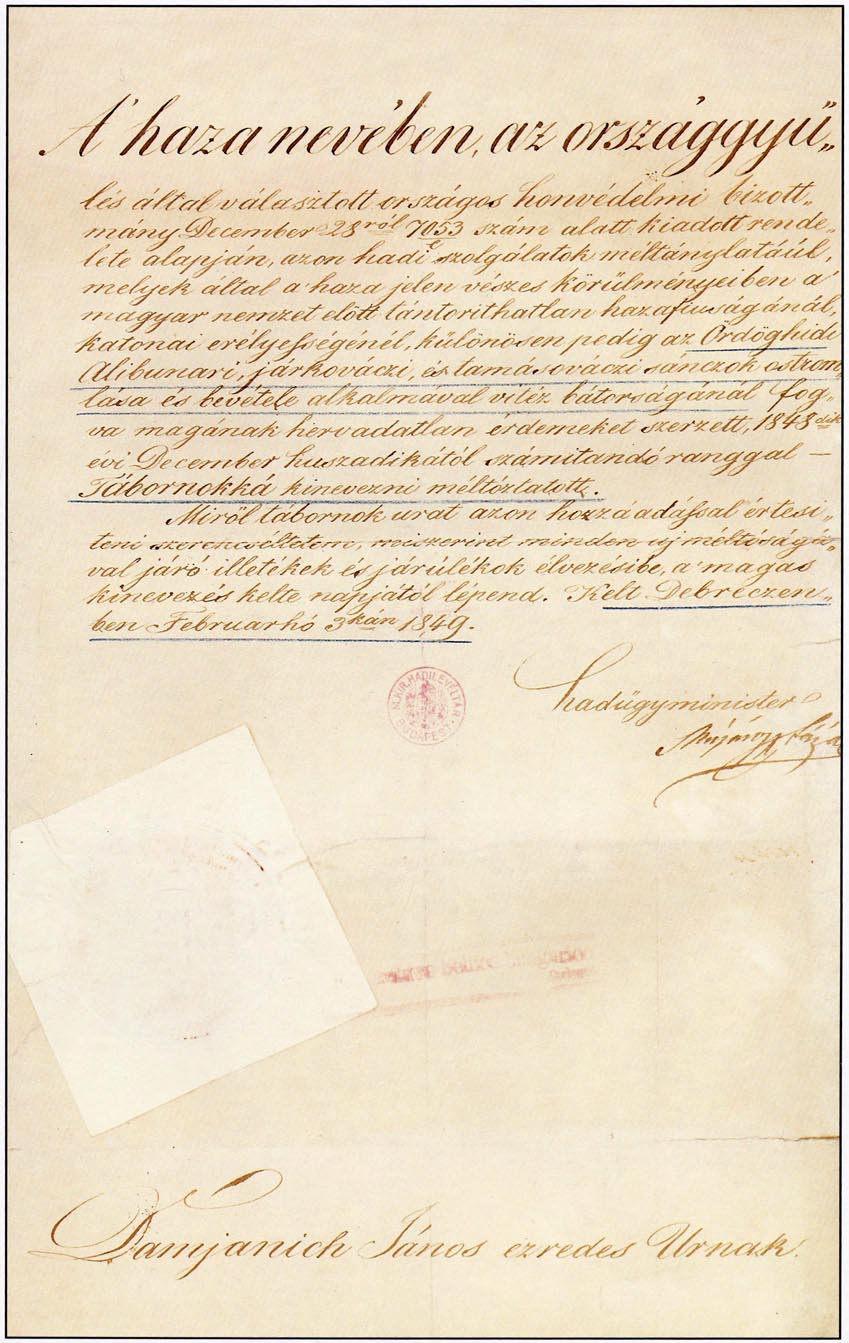
Damjanich János tábornoki kinevezése Mészáros Lázár hadügyminiszter aláírásával

### A bánsági hadtest élén
Rövid betegszabadság után, 1849. január 9-én tér vissza a szolgálatba, mint a bánsági hadtest (a későbbi III. hadtest) parancsnoka. A január 2-ai pancsovai vereség, és a főváros feladása után a magyarok délvidéki csapataikat a főhadszínérre akarták vezényelni. Damjanich 19-ére tűzte ki az indulást, be akarta várni a fehértemplomi helyőrséget és biztosította a magyar menekültek menetoszlopát, közben azonban a Stevan Knicanin vezette szerb csapatok megtámadták. Damjanich visszaverte a szerbeket, és ellentámadásba ment át, majdnem bekerítette az ellenséget, akiket csak egy zászlóalj beérkezése mentett meg. Damjanich eztán visszább vonta csapatait, és nagyjából nyugodtan elvonulhatott észak felé, ahol némi harc árán végre csatlakozhatott hozzá a fehértemplomi helyőrség és a lugosi nemzetőrök 2 százada. Damjanich egyesült hadoszlopa január 23-án érkezett Aradra. Itt összeveszett Gaál Miklóssal, mert azt hitte, egyesült csapataik rohammal bevehetik a várat, azonban a vár egyáltalán nem volt előkészítve a rohamra. Damjanich január 30-án egy hadosztálynyi erőt bölcs előrelátással Bem József segítségére küld Erdélybe, majd a tervek szerint Szolnokhoz vonul hadosztálynyira olvadt erőivel.

### Márciusban
Szolnoknál csatlakozott hozzá Vécsey Károly hadosztálya, és március 5-én elsöprő győzelmet arattak a Szolnokot védő Karger-dandár fölött, az ütközet dicsőségén azonban a két tábornok összeveszett, és Vécseynek mennie kellett. Damjanichot ezen kívül kitüntették a Katonai Érdemjel 2. fokozatával. A Tisza vonalára visszavonult magyar sereget ekkor hadtestekbe osztották; Damjanich hadteste a III. lett. Ezt követően egy hónapos szünet következett a főhadszíntéren, Vetter Antal ugyan Damjanichot nevezte ki a közép-tiszai hadsereg élére, de az új beosztásban megfosztotta hadseregparancsnoki tisztségétől, ezért Damjanich vele is összeveszett. Vetter betegszabadságra ment, és Görgei Artúr lett az ideiglenes fővezér.

### A tavaszi hadjáratban

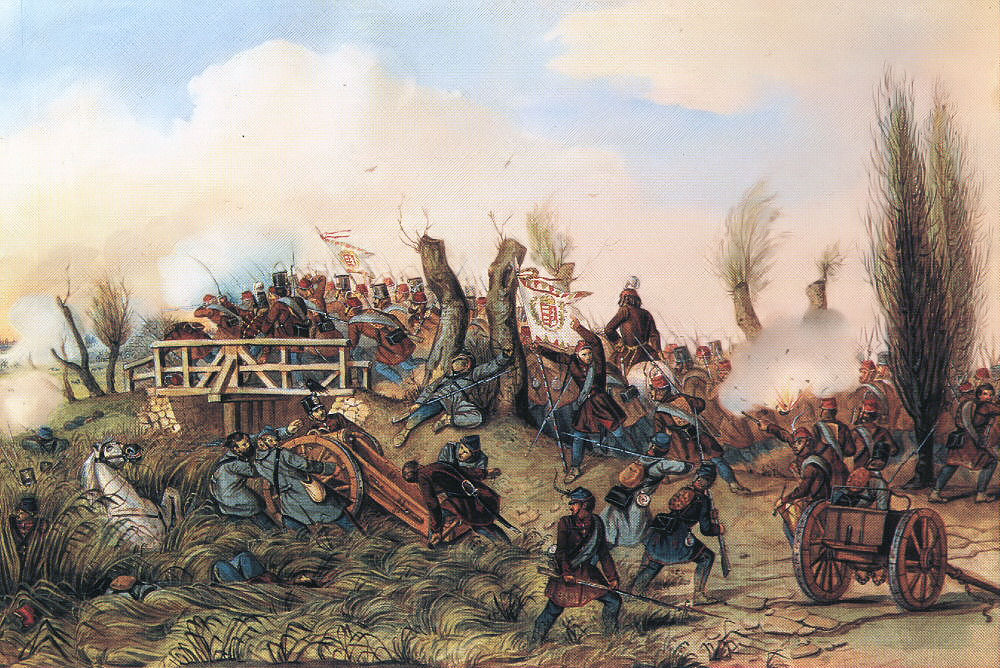
Than Mór: A tápióbicskei ütközet

A főhadszíntéren egy hónapos késéssel megkezdődött a dicsőséges tavaszi hadjárat. Damjanichot ekkoriban választották meg a szolnoki kerület országgyűlési képviselőjévé is, azonban az igazolási eljárást nem végezte el, így esküt sem tett, vagyis képviselőként nem lépett hivatalba. Április 4-én Tápióbicskénél Jellasics utóvéd dandárai elől Klapka György I. hadtestének csapatai megfutottak, de Damjanich beérkezett, és megfordította az ütközet sorsát.
Április 6-án, az isaszegi csatában Damjanich megtámadta Jellasics utóvéd dandárját a Királyerdő keleti szegélyén, mire az visszavonult, és több helyen felgyújtotta maga mögött a erdőt. Ezután Klapka támadott az erdő nyugati szélén, de a kezdeti sikerek után fellépő túlerő miatt nem nyert tért, és csapatait egy lovasroham is megtépázta, amelyek nem tudtak kijutni a sűrűből. Délután kettőkor Damjanich is megérkezett a csatatérre, és azonnal átlátta Klapka veszélyeztetett helyzetét; Knezich Károly ezredes egyik dandárát a Királyerdő északi kiszögelléséhez irányította. Egy másikat Kiss Pál alezredes vezetésével Klapka megsegítésére küldte.

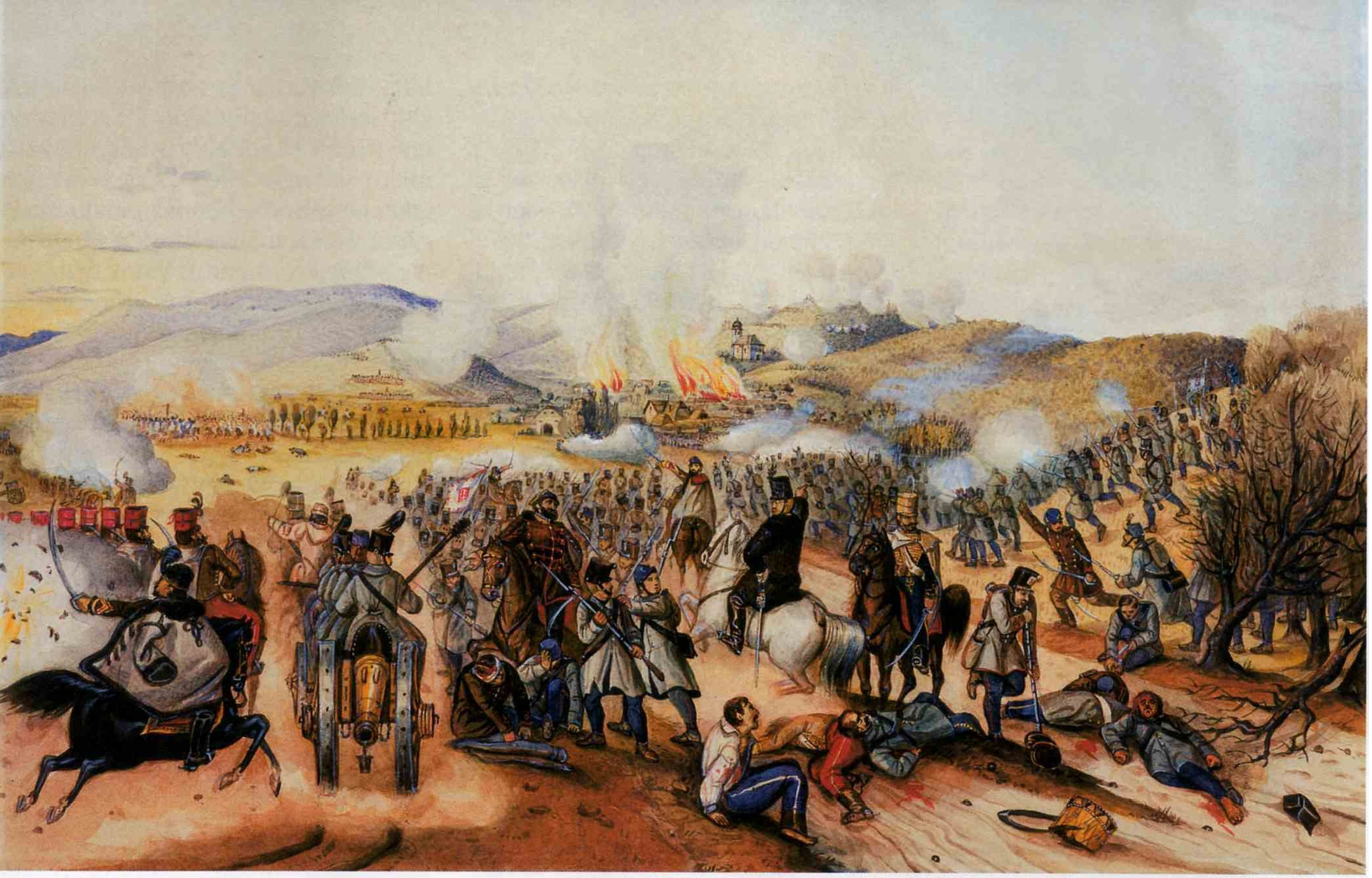
Az isaszegi csata

Tüzérségét egy kopasz dombon állította fel, lovasságát pedig Isaszegtől keletre, a Királyerdő egyik hajlatában, ugyanekkor Aulich Lajos tábornokot is a csatatérre küldte a II. hadtesttel. Damjanich támadni akart, hogy Klapkát tehermentesítse. Mielőtt azonban Kiss dandára megérkezhetett volna, Klapka visszavonult. Damjanich ezután eddig elfoglalt állásának tartására szorítkozott. Amikor három óra tájban észrevette, hogy a Klapkát üldöző császári-királyi csapatok visszavonulnak az Isaszeg melletti magaslatokra, támadásba lendült, jobb oldalát azonban nem biztosította eléggé, mert azt hitte, hogy a VII. hadtest csapatai ellátják ezt a feladatot.
Aulich ugyan megkapta Damjanich üzenetét, de csak akkor mozdult, amikor az egyre erősödő ágyúdörgés hallatán Bayer József ezredes, a hadsereg vezérkari főnöke erre utasította. Damjanich támadása nem járt sikerrel, mert Windisch-Grätz felismerte, hogy Gödöllőnél nem kell tartania a VII. hadtest újabb támadásától, ezért Franz von Schlik egyik hadosztályát Isaszeg felé indította, s az oldalba kapta az Isaszeg ellen nyomuló Damjanichot. A magyar hadtestparancsnoknak vissza kellett vonulnia a Királyerdőbe, de megpróbálta megakadályozni, hogy a császári-királyi gyalogság is benyomuljon oda. Ekkor Görgei megérkezett a csatatérre, és rendezte a sorokat: Aulichot támadásra küldte, Klapka visszavonulását megállította, Damjanichot pedig kitartásra szólította fel.
Damjanich borúlátóan nyilatkozott: „Mit ér a Klapka előre nyomulása? Ha egy részeg honvéd megint szédülésről panaszkodik, ha egy másik megint fölrántja a tölténytokját, Klapka tüstént újra jajveszékelni kezd, hogy zászlóaljai holtra fáradtak, és nincs töltényük; azzal aztán megfordul, és engem megint cserbenhagy.” Aulich előre nyomulásának hírét azonban örömmel fogadta. Schlik hadosztálya közben egyre erőteljesebben rohamozta Damjanich csapatait. Amikor az Aulich által Damjanich segítségére küldött négy zászlóalj megérkezett, először inkább zavart keltett, az 56. zászlóalj ugyanis ellenségnek nézte a császári-királyi egyenruhát viselő 19. gyalogezred 3. zászlóalját, s lőni kezdte. A lövöldözésnek Görgei és Damjanich vetett véget. Damjanichnak immár tíz zászlóalja volt szemben Schlik öt zászlóaljával. A zászlóaljak kötelékei azonban annyira felbomlottak, hogy nem tudta őket rohamra sorakoztatni. Így csak a megtámadott állás védelmére szorítkozhatott. Tizenhét lovasszázadával ellensúlyoznia kellett a harmincnégy lovasszázadból álló ellenséges lovasságot és lövegei száma is feleakkora volt, mint Schlik ágyúié. A jobb szárnyon este 11 óráig változatlan maradt a két fél helyzete, Damjanich azonban mindvégig kitartott, és ezalatt Aulich és Klapka visszaűzték az ellenséget.

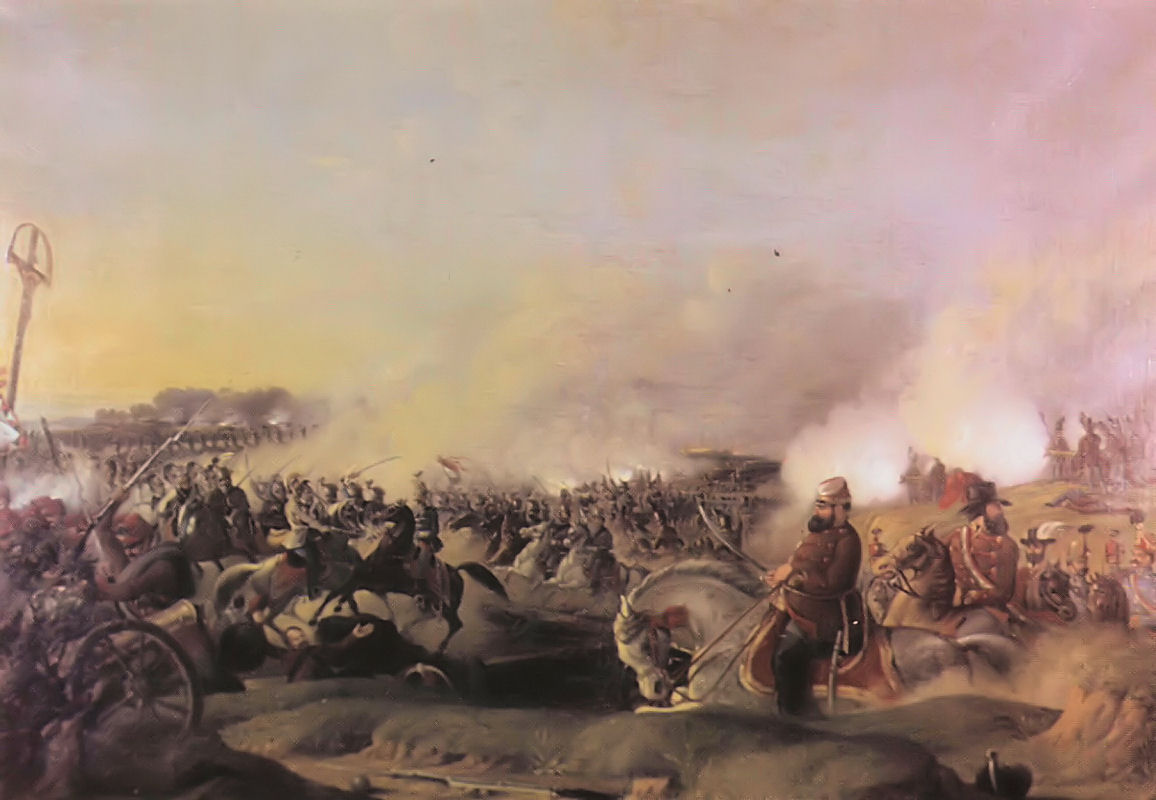
A nagysallói ütközet. Fehér lovon Damjanich János vezérőrnagy

Április 10-én a fősereg Váchoz ért, ahol Christian Götz hadosztálya megpróbálta elállni az útját. Bobich bekerítő oszlopa eltévedt, Damjanich elunta a várakozást, és elsöpörte Götz csapatait. Az utóvédet személyesen vezető Götz elesett a harcban, Görgey katonai tiszteletadással temettette el.
Nagysallónál Ludwig von Wohlgemuth IV. cs. kir. hadteste próbálta elállni a magyarok útját Komárom felé. Ezúttal azonban a magyar hadtestek időben megérkeztek a csatatérre, és Klapka is megállta a helyét - ezek együttes hatása egy óriási győzelem lett, a tavaszi hadjárat legnagyobb diadala.
Eztán az I. és III. hadtest bevonult Komáromba, egyesülve az őrséggel (VIII. hadtest) északról és a Csallóköz felől felszámolták az ostromzárat, a VII. hadtestet azonban Görgei a fősereg hátának biztosítására Wohlgemuth ellen rendelte. Az cs. kir. ostromhadtestet vezető Balthasar Simunich érzékelte az őt fenyegető veszélyt, és segítségért küldött az új fővezérhez, Ludwig Welden von Hartmannhoz.

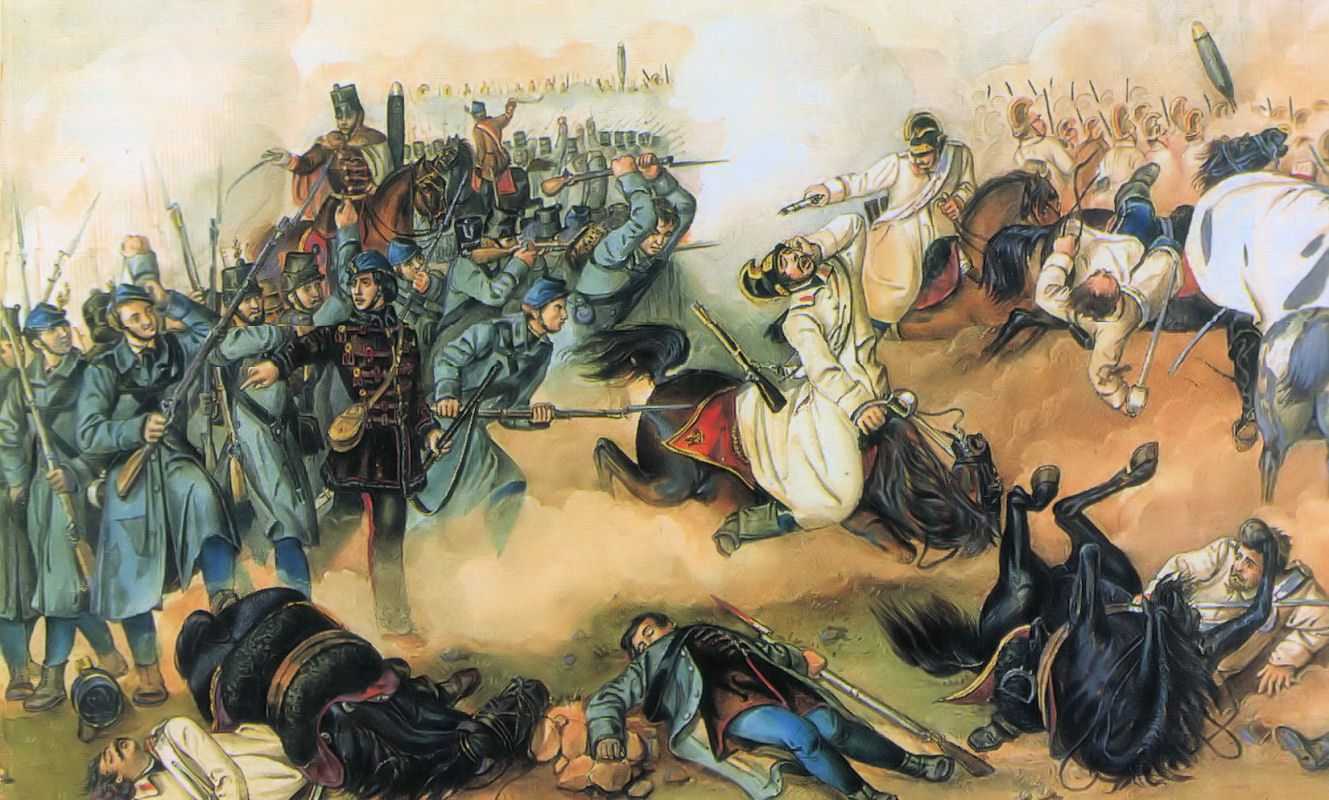
Az első komáromi csata

A magyarok április 26-án kitörtek a Duna jobb partján lévő hídfőből, és ezzel kezdetét vette az első komáromi csata, amelyet Görgei és Kossuth is a szabadságharc legfontosabb csatájának nevezett. Hajnalban Knezić Károly a III. hadtest válogatott csapatainak (4000 fő) élén bevette a sáncokat, támadásba lendült ezzel egy időben az I. hadtest és a VIII. hadtest egy része is. Simunich minden ponton kénytelen volt visszavonulni, három dandárból álló hadtestét a teljes megsemmisülés fenyegette. Görgei reggel hatkor érkezett a csatatérre, újabb támadást rendelt el: ő maga a jobbszárnyat vezette az ácsi erdőben, Damjanich a középhadat irányította, Klapka a balszárnyon támadott. Simunich helyzete válságosra fordult, azonban ekkor beérkezett a fővárosból visszavonuló cs. kir. fősereg, és a csata irányítását Schlick vette át. Schlick visszaverte Klapkát, Damjanichot két tűz közé fogta, és a visszavonulásának iránya miatt Görgeinek sem hagyta, hogy a döntést kierőszakolja. Hiába érkezett a csatatérre a VII. hadtest lovassága, a helyzeten már nem tudott fordítani, már csak azért sem, mert a magyar tábori tüzérség lőszere elfogyott, néhány huszár a harcmezőn kergette vissza az ágyúgolyókat, hogy legyen mit visszalőni a feladóra. Görgei kora délután elrendelte a hajnalban elfoglalt sáncok közé való visszavonulást.

## A tavaszi hadjárat után
Április 28-án ideiglenes hadügyminiszterré is kinevezték, azonban mikor kikocsizott csapatai megszemlélésére, még aznap eltört a lába, emiatt szolgálatképtelenné vált, a szabadságharc hadserege ezzel elveszítette egyik legtehetségesebb tábornokát. Július 11-étől az aradi vár főfelügyelője lett, július 27-étől várparancsnok. Augusztus 17-én a cári csapatok előtt kegyelemre tette le a fegyvert.

## A megtorlás

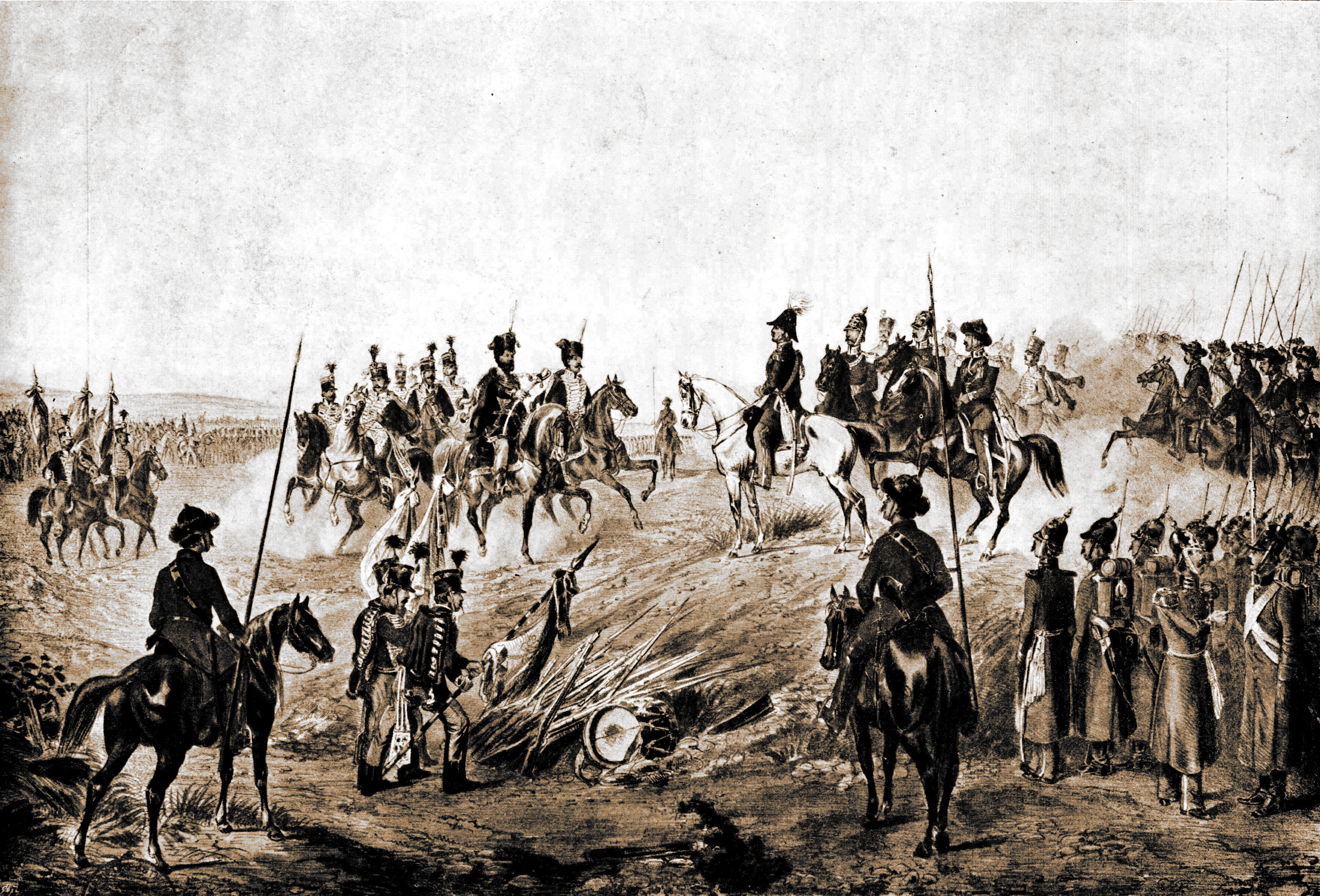
Világosi (szőlősi) fegyverletétel

Az utolsó harcoló magyar sereg a Világos közelében levő szőlősi mezőn adta meg magát az orosz csapatoknak. Ez súlyos sértés volt a császári oldal számára.
Ha nekik adták volna meg magukat a magyarok, annak üzenete az lett volna, hogy az ellenük folytatott forradalom elbukott, így azonban az volt az üzenete a fegyverletételnek, hogy a két nagyhatalom fegyveres erőivel szemben nem lehet tovább harcot folytatni. A másik ok az volt, hogy Haynau így nem tudta rögtönítélő bíróság elé állíttatni a katonákat, hanem maradt idő, míg a közigazgatás helyreállt. Ez volt a két fő oka annak, hogy az osztrákok a tábornokokat megillető lőpor és golyó általi halál helyett kötél általi halált írtak elő a magyar tábornokok részére, miután az oroszok  – noha ígéretet tettek az ellenkezőjére – foglyaikat némi habozás után mégis átadták az osztrákoknak.
Felix Schwarzenberg miniszterelnök utasítására, Ferenc József jóváhagyásával hadbíróság elé állították, halálra ítélték, és kivégezték a 13 magyar parancsnokot. A hadbíróságot Karl Ernst törzshadbíró vezette. Az ítéleteket Julius Jakob von Haynau táborszernagyhoz, mint Magyarország teljhatalmú kormányzójához kellett felterjeszteni megerősítésre és aláírásra. Valamennyi tábornokot kötél általi halálra ítélték, annak ellenére, hogy például Dessewffynek szabad elvonulást ígértek a fegyverletétele előtt. Dessewffy, Kiss Ernő, Lázár Vilmos és Schweidel József ítéletét Haynau „kegyelemből” golyó általi halálra változtatta. A 13-ak ítéletét október 6-án – szándékosan a bécsi forradalom és Theodor Baillet von Latour császári hadügyminiszter meggyilkolásának első évfordulóján – hajtották végre, és ezért ez a nap a magyar forradalom és szabadságharc vérbefojtásának gyászünnepévé vált.
Az ítéletek kimondása, a kivégzések mikéntje és sorrendje részletes meggondolások alapján történt. A legtöbb bosszúságot Damjanich okozta a császáriaknak, ezért őt illette volna az utolsó hely, de Haynau személyes bosszúja ezt is felülírta, és így gróf Vécsey került az utolsó helyre, aki miután már nem volt kitől elbúcsúznia, a halott Damjanich előtt letérdelve, kezet csókolt neki.

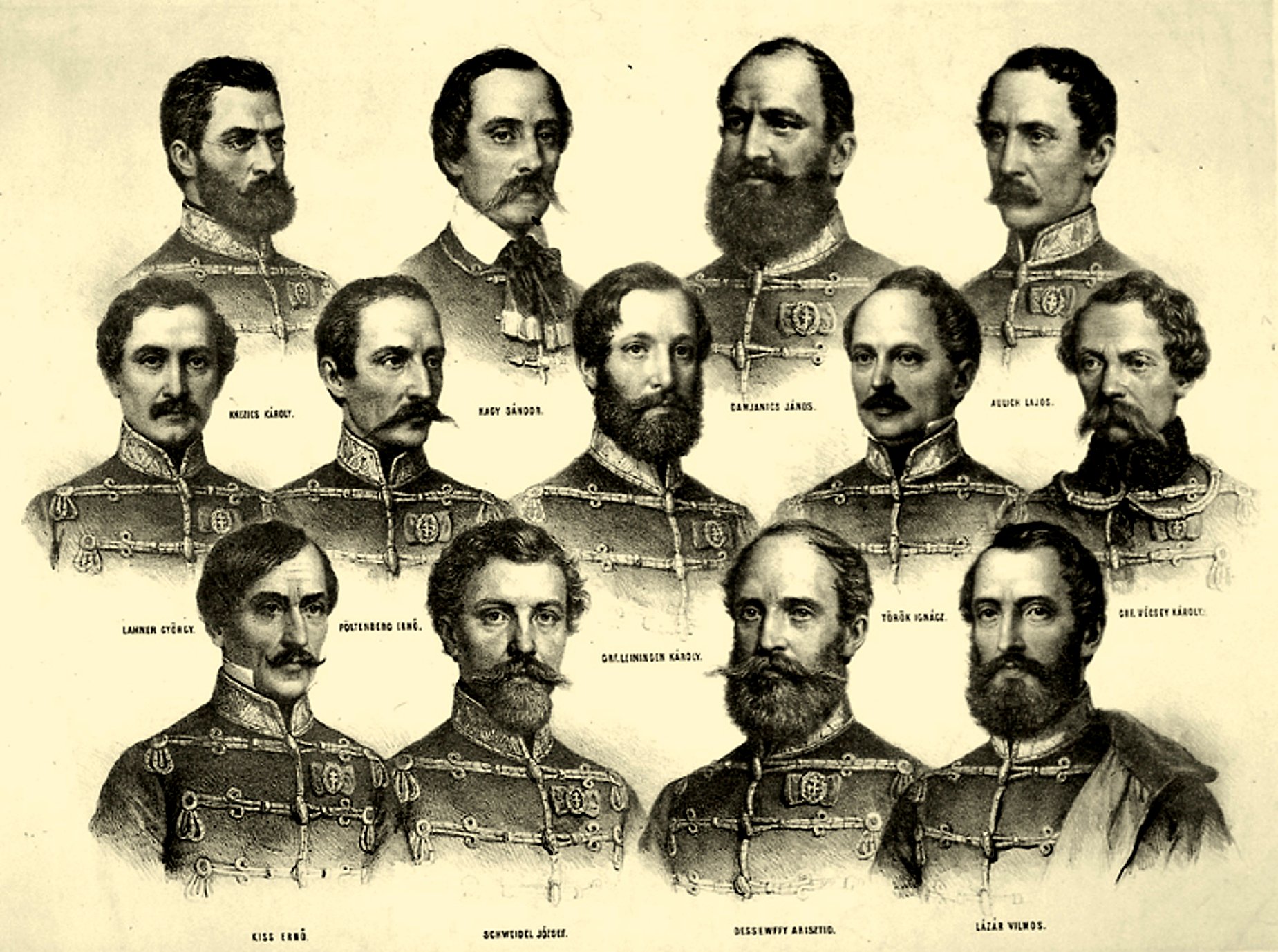
Az aradi vértanúk Barabás Miklós grafikáján

Lőpor és golyó általi halállal halt (reggel fél hatkor):
- 1. Lázár Vilmos, törzstiszt (ezredes),
- 2. Dessewffy Arisztid tábornok,
- 3. Kiss Ernő tábornok,
- 4. Schweidel József tábornok,

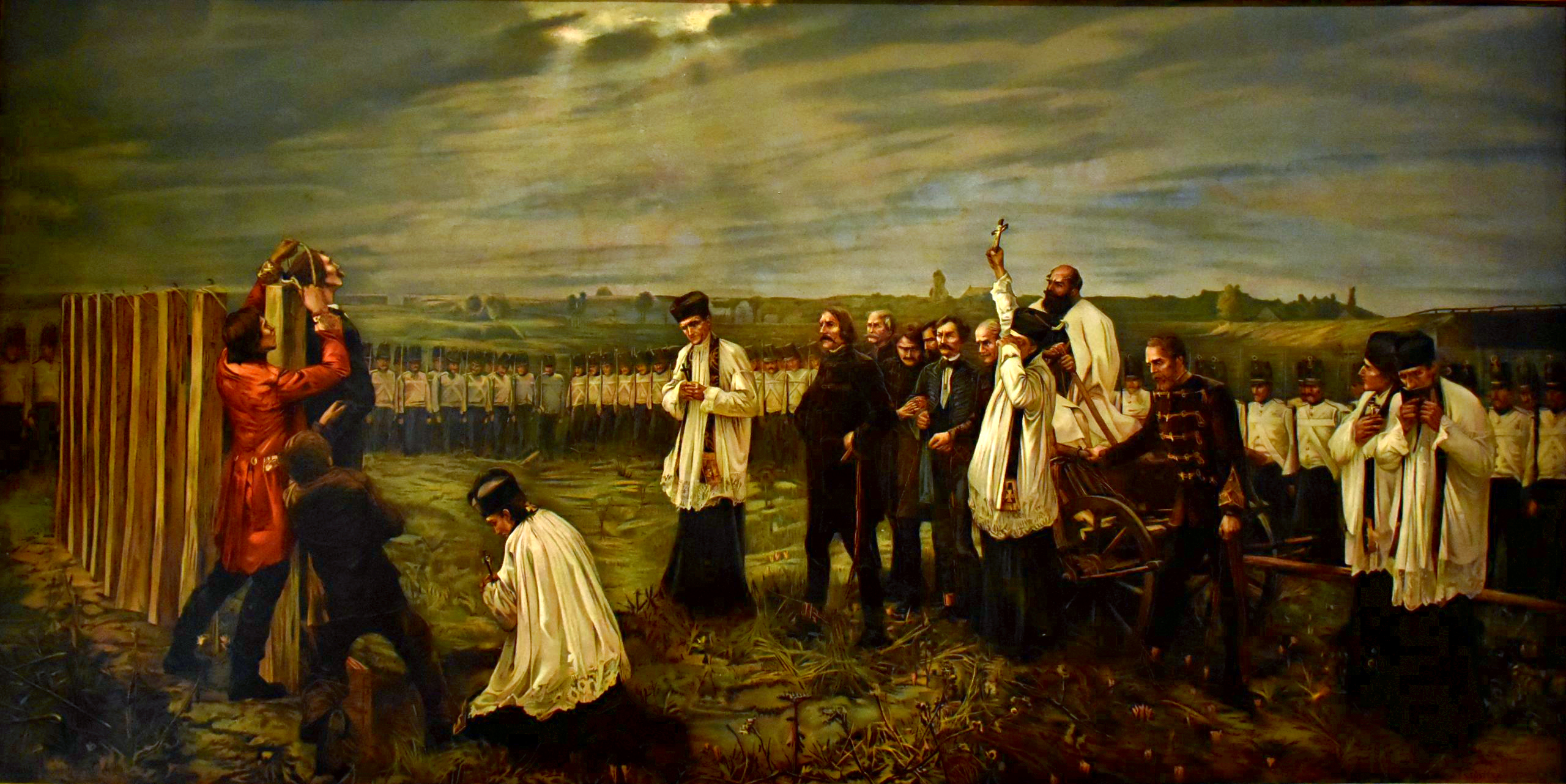
Thorma János: Az aradi vértanúk kivégzése

Kötél általi halállal halt (reggel hat óra után):
- 5.  Lovag Poeltenberg Ernő tábornok,
- 6.  Török Ignác tábornok,
- 7.  Lahner György tábornok,
- 8.  Knezić Károly tábornok,
- 9.  Nagysándor József tábornok,
- 10. Gróf Leiningen-Westerburg Károly tábornok,
- 11. Aulich Lajos tábornok,
- 12. Damjanich János tábornok,
- 13. Gróf Vécsey Károly tábornok.

Damjanich imája, október 6 hajnalán:
Ima kivégeztetésem előtt, 1849. október 5-ről 6-ra virradóra
Mindenség ura! Hozzád fohászkodom! Te erősítettél engem a nőmtől való elválás
borzasztó óráiban, adj erőt továbbra is, hogy a kemény próbát:
a becstelen, gyalázatos halált erősen és férfiasan állhassam ki. Hallgasd meg, ó, Legfőbb Jó, vágyteli kérésemet! Te vezettél. Atyám, a csatákban és ütközetekben -
Te engedted, hogy azokat kiállhassam, és a Te védelmező karod segített
némely kétes küzdelemből sértetlenül kilábolni - dicsértessék a Te neved mindörökké!
Oltalmazd meg, Mindenható, az én különben is szerencsétlen hazámat
a további veszedelemtől!
Hajlítsad az uralkodó szívét kegyességre a hátramaradó bajtársak iránt,
és vezéreld akaratát a népek javára!
Adj erőt, ó, Atyám, az én szegény Emíliámnak, hogy beválthassa nékem adott ígéretét:
hogy sorsát hitének erejével fogja elviselni. Áldd meg Aradot! Áldd meg a szegény, szerencsétlenségbe süllyedt Magyarországot!Te ismered, ó, Uram, az én szívemet,
és egyetlen lépésem sem ismeretlen előtted: azok szerint ítélj fölöttem kegyesen,
s engedj a túlvilágon kegyes elfogadást találnom. Ámen.
Damjanich
Emíliának vigasztalásul
A kivégzést követően a holttestet Csernovics Péter temesi főispán a hóhér lefizetésével szerezte meg, és saját birtokán temette el. Itt nyugodott 1974-ig, amikor is az aradi gyásznap 125. évfordulóján az ő, és az Aradon és környékén nyugvó vértanúk csontjait áttemették az aradi emlékoszlop tövében létesített kriptába.

## Családja

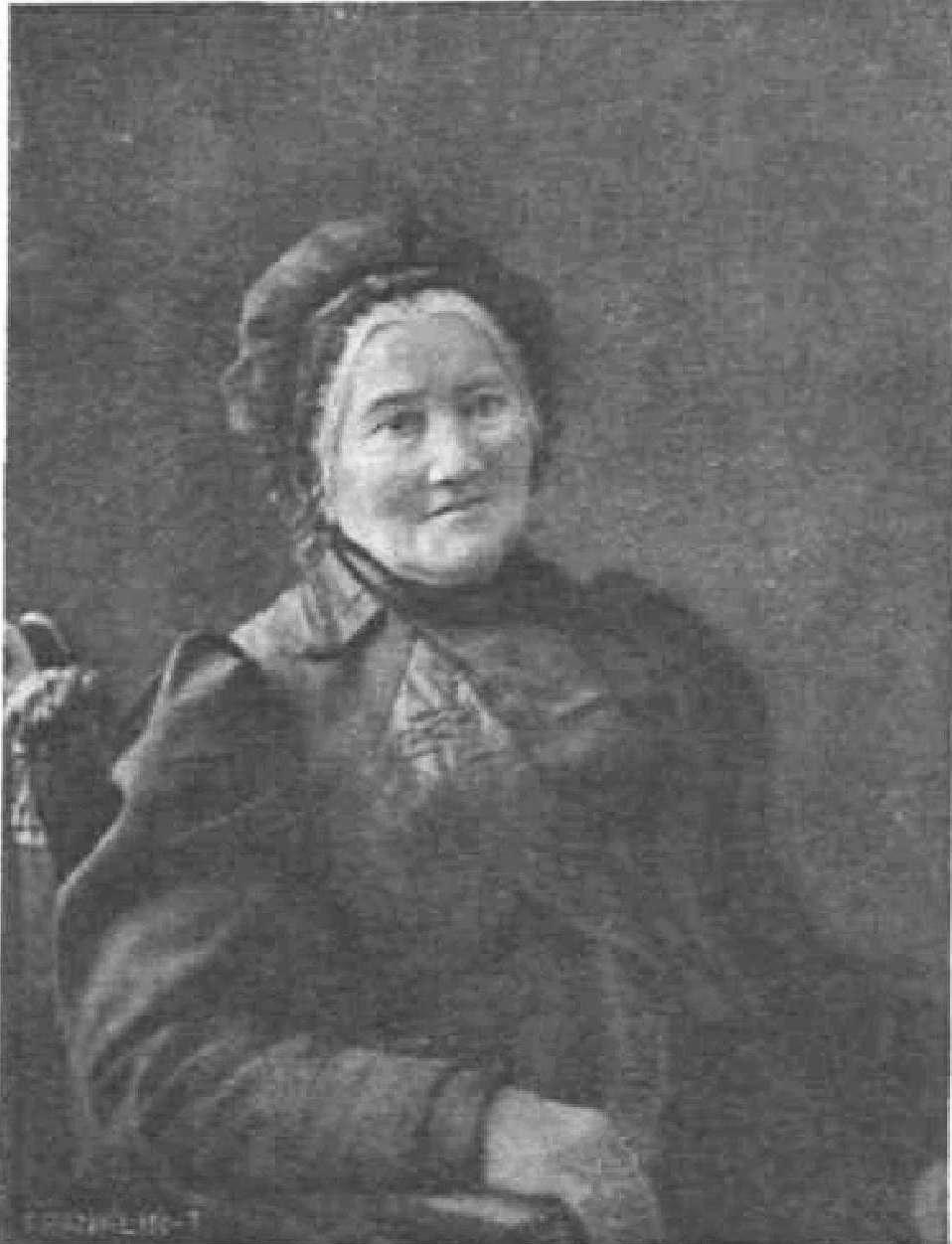
Csernovics Emília (1819–1909)

Felesége Csernovics Emília, Csernovics János Arad vármegye főszolgabírójának a lánya volt, kit három év jegyesség után 1847. augusztus 3-án vett feleségül. Férjét 60 évvel élte túl, özvegysége évei alatt a rászorulók segítésében és az asszonyképzésben keresett vigaszt. 1861-től a Magyar Gazdasszonyok Egyesületének elnöke volt. 1909. november 30-án hunyt el.

## Kortársak Damjanichról
„Az öregúrban volt valamelyes hiúság, szívesen vette, hogy ünneplik. Fényes tábornoki egyenruhában járt. A nép hőse lett, ámbár a nép józan eszével belátta, hogy csak vitéz vagdalkozó, és ha kedvence volt is, reményeit nem belé helyezte.” „Az öregúrral mindig volt egy konyhás szekér, és még a legrosszabb táborban is akadt jó gulyáshús és bor. Jó barátait odagyűjtötte a tűz köré, melyre mindig ő rakta a fát, mert szerinte ahhoz senki sem ért olyan jól, és jókedvével mindnyájunkat fölvidított.” „Damjanich tán nem nagy hadvezér, de egy nem túlságosan nagy harcvonalat hidegvérrel s kellő belátással tudott vezetni. Nagyobb stratégiai tervek fölülmúlták tehetségét.” (Leiningen-Westerburg Károly)
„Damjanich túlzásig kíméletlen, mondhatnám durva volt, midőn valaki ellen haragja fellobbant, de e homályos oldalát felejteté bátorsága s a katonák előtti nagy tekintélye.” „Magát forradalmi tábornoknak nevezé.” (Vukovics Sebő igazságügy-miniszter)
„Barátainak tartott katonáival azok fáradalmait és szükségeit szívélyesen megosztá, úgy vígságaikban is szinte a pajtáskodásig részt vett, s becsét és tekintélyét mégis nemhogy veszté, sőt már athléta alakjánál fogva is – tudjuk, hogy a köznép képzeletében a király egy fejjel nagyobb a többinél! – imponált, s alattvalói irányában, barátságos viselete bizalmat gerjesztett, a miért tőlök atyjuknak, barátjuknak, tanácsadójuknak tartatott, tiszteltetett, s készek voltak érte a tűzbe ugrani.” (Mészáros Lázár)
„A hősök iskolamestere se Mészáros, se Klapka – hanem Damjanich volt.” (Karsa Ferenc hadnagy)

## Jegyzetek

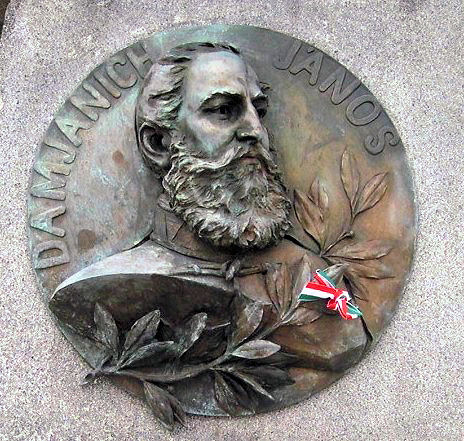
Dombormű az aradi Szabadság-szobor talapzatán